# ریچارد جونز (بازیکن فوتبال، زاده ۱۹۶۹)
ریچارد جونز (انگلیسی: Richard Jones؛ زادهٔ ۲۶ آوریل ۱۹۶۹) بازیکن فوتبال اهل بریتانیا است.
از باشگاه‌هایی که در آن بازی کرده‌است می‌توان به باشگاه فوتبال سوانزی سیتی و باشگاه فوتبال نیوپورت کانتی اشاره کرد.